# 雲戴子斗雷
雲戴子 斗雷（うんたいし とらい、生没年不詳）とは、江戸時代の浮世絵師。

## 来歴
葛飾北斎の門人。俗名不明、雲戴子と号す。作画期は文化の頃で、文化7年（1810年）刊行の狂歌絵本『狂歌国尽』に、北斎門人として挿絵を描いている。他に肉筆画「浴後婦女図」（絹本着色、東京国立博物館所蔵）が作として知られる。